# Марк Перперна (претор 82 пр.н.е.)
Вижте пояснителната страница за други личности с името Марк Перперна.
Марк Перперна Вентон (на латински: Marcus Perperna Veiento; † 72 пр.н.е.) е политик на късната Римска република.
Произлиза от етруската фамилия Перперна. Син е на Марк Перперна (консул 92 пр.н.е.) и внук на Марк Перперна (консул 130 пр.н.е.). Брат е на Перпения, която се споменава през 69 пр.н.е. като весталка.
Принадлежи към популарите, ръководени от Гай Марий и Луций Корнелий Цина. По време на гражданската война Перпена е през 82 пр.н.е.претор и управител на Сицилия, но трябва да бяга от военачалниците Луций Корнелий Сула и Помпей Велики. Перпена бяга в Сардиния и Лигурия. През 77 пр.н.е. отива в Испания при Серторий, който е създал там независимо от Рим царство с анти-сенат от 300 римляни.
През 76 пр.н.е. Перпена служи при Серторий и става негов заместник. През 76 пр.н.е. се водят тежки боеве с изпратените от Рим военачалници, преди всичко против Квинт Цецилий Метел Пий и Гней Помпей Магнус, който идва в Испания с 30 000 души.
През 74 пр.н.е. Серторий сключва съюз с Митридат VI от Понт. През 72 пр.н.е. Перперна ръководи заговор, при който Серторий е убит по време на банкет. Перперна става водач на „Извънредното царство“, но скоро е разбит и екзекутиран от Помпей Велики.